# 弗朗索瓦·韦博旺
弗朗索瓦·韦博旺（法語：François Verboven，？—？），比利时男子竞技体操运动员。他曾参加1920年在安特卫普举行的夏季奥运会，结果在男子团体全能项目上获得银牌。